# پرو (اکلاهما)
پرو(به انگلیسی: Prue) شهری در ایالت اکلاهما کشور ایالات متحده آمریکا است که جمعیت آن در سرشماری سال ۲۰۱۰ میلادی، ۴۶۵ نفر بوده‌است.